# Martynas Andriuškevičius
Martynas Andriuškevičius (Kaunas, RSS de Lituania, URSS, 12 de marzo de 1986) es un exbaloncestista lituano que jugó en el Basquetebol do Sport Clube Lusitânia.

## Carrera

### Lituania
Comenzó jugando en el Zalgris II de la LKAL League, segunda división lituana, donde promedió 17 puntos, 10,1 rebotes y 2,89 tapones en la temporada 2003-04. La campaña siguiente la disputó en el primer equipo del Zalgiris, apareciendo en 21 partidos y promediando 4,4 puntos, 2,5 rebotes y 0,8 tapones en 9,6 minutos, con un porcentaje del 50,0% en tiros de campo. También jugó 15 partidos en la Euroliga con el Zalgiris, promediando 1,4 puntos y 1,1 rebotes por encuentro. 

### NBA
Andriuškevičius fue seleccionado en el Draft de la NBA de 2005 por Orlando Magic en la 44.ª posición de la segunda ronda, siendo traspasado a Cleveland Cavaliers. En su temporada rookie con los Cavs, apareció en solo 6 partidos, firmando 0,7 rebotes y 0,33 robos en 1,5 minutos de juego y sin anotar un punto. Esa misma campaña disputó 15 partidos, cuatro de titular, con Arkansas RimRockers de la D-League, donde disfrutó de más minutos, promediando 7 puntos y 4,2 rebotes por noche.
El 18 de agosto de 2006 fue traspasado a Chicago Bulls por Eddie Basden, siendo asignado la mayor parte de la temporada a Dakota Wizards de la D-League. En diciembre, el lituano sufrió serias lesiones en la cabeza tras un puñetazo de su compañero de equipo Awvee Storey en un entrenamiento. Afortunadamente, se recuperó y regresó a las canchas en un plazo corto de tiempo.
En abril, regresó a los Bulls para disputar los playoffs con el equipo, aunque no jugó ni un minuto. En septiembre de 2007 fichó por el CB Lucentum Alicante de la Liga ACB. 
En el verano de 2011 dejó la ciudad de Alicante para poner rumbo hacia Grecia para enrolarse en las filas del PAOK Salónica.